# Vladimiro Mimica
Vladimiro Sergio Mimica Cárcamo (Punta Arenas, 17 de marzo de 1945) es un relator deportivo, locutor de radio y presentador de televisión chileno. Entre los años 2008 y 2012 fue alcalde de Punta Arenas.

## Biografía
Comenzó su carrera de relator deportivo en Radio Cooperativa de Santiago. Adquirió notoriedad al seguir las campañas de Colo-Colo en la Copa Libertadores 1973, la clasificación de la selección de Chile al Mundial de 1982, pero se le recuerda especialmente su narración de la final de Colo-Colo en la Copa Libertadores 1991 en Radio Monumental, junto a los comentarios de Carlos Caszely, que incluso se grabaron en un casete que estuvo a la venta.
También incursionó en televisión, donde desde 1987 relató los encuentros de la Bundesliga en la televisión chilena, primero en Teleonce, y luego en UCV Televisión.
Mimica estuvo detenido durante 20 días en el Estadio Nacional, desde el 11 de octubre de 1973. Posteriormente, estuvo asilado en Argentina entre 1973 y 1974.
En 2008 comenzó su incursión en política. Fue alcalde de Punta Arenas por un período como Independiente y dejó su cargo con la idea de realizar una campaña para senador por Magallanes, pero el Partido Socialista, en donde militó hasta 1987, tenía otros candidatos y decidió no realizar primarias.
En 2014 volvió a Santiago para trabajar en CDF, en el programa En el nombre del fútbol, y en la Radio Universidad de Chile y actualmente está en Radio Polar de Punta Arenas con el programa Buenos Días Región.

## Premios
| Premio                                  | Año  |
| --------------------------------------- | ---- |
| Premio Raúl Prado Cavada                | 1987 |
| Premio Nacional de Periodismo Deportivo | 1994 |
| Premio Raúl Prado Cavada                | 2025 |